# Бани ширваншахов
Дворцовые бани ширваншахов (азерб. Şirvanşahlar Sarayının Şah hamamı) — дворцовые бани в Баку XV века, входящие в комплекс Дворца ширваншахов. Расположена восточнее нижнего двора, в районе Замковой (Гаср) улицы.

## Архитектура
Баня сильно заглублена, что характерно для бань всего Апшеронского полуострова. Над поверхностью земли возвышались лишь купола. Куполами покрывались наиболее крупные помещения. Внутренней планировкой старались сохранить необходимую температуру различных помещений в зависимости от их назначения.
О высоком уровне строительного искусства свидетельствуют остатки купольных и сводчатых покрытий. Следует особо отметить продуманность организации внутреннего пространства и хорошо найденные соотношения габаритов помещений.